# Ptuj
Ptuj (Duits: Pettau; Italiaans: Petovio; Latijn: Poetovio) is de oudste stad van Slovenië. Het ligt op de verbinding Maribor-Zagreb aan de rivier de Drava in de regio Stiermarken (Sloveens: Stajerska, Duits: Steiermark). Ptuj is een van de elf zogenoemde Sloveense stadsgemeenten, gemeenten met een bijzondere status. Tijdens de volkstelling in 2002 telde Ptuj 23.242 inwoners. Dichtstbijzijnde plaats is Rogaška Slatina.

## Geschiedenis
De eerste sporen van bewoning stammen uit de nieuwe steentijd. In de Romeinse tijd was Ptuj de grootste nederzetting in het gebied, dat het huidige Slovenië omvat. Ten tijde van keizer Augustus (23 september 63 v.Chr. - 14 n.Chr.) had Ptuj, gelegen op de belangrijke route naar Pannonië (het latere Hongarije), slechts betekenis als militaire post. Toen de grens van het Romeinse Rijk zich in 15 in de richting van de Donau verplaatste, zette de ontwikkeling naar een burgernederzetting in. Aan het eind van de 1e eeuw verkreeg Ptuj stadsrechten en de status van colonia (Colonia Ulpia Traiana Peotovio). Het religieuze leven kende de Romeinse godsdienst, vooral ook de wijdverbreide verering van de van oorsprong Oosterse godheid Mithras, aan wie in Ptuj vier tempels gewijd waren.
In de 4e en 5e eeuw kwam de stad onder de Goten. Nadat de Romeinen wederom voor korte bezit innamen van Ptuj, volgden in 526 de Franken als nieuwe heersers. Deze werden al snel geconfronteerd met nieuwe bewoners: in 546 vestigden zich er de Longobarden en in 568 de Slaven. In 874 kwam de stad en omgeving aan de bisschoppen van Salzburg.
De stad was eeuwenlang grotendeels Duitstalig. Volgens de census van 1910 sprak 86 % van de bevolking Duits. Omdat het platteland volledig Sloveens-talig was, kwam de stad na de Eerste Wereldoorlog bij Joegoslavië. Het aantal Duitstaligen nam daarna snel af, de laatsten werden na de Tweede Wereldoorlog verdreven.

## Bezienswaardigheden
- Kasteel van Ptuj met regionaal museum
- Voormalig Dominicaans klooster
- Plein Slovenski trg
- Pelgrimskerk van Ptujska Gora
- Orpheusmonument
- de resten van vier tempels gewijd aan de god Mithras

## Evenementen
Het carnaval (Kurentovanje) wordt op een opmerkelijke manier gevierd en is een bekend festival in Slovenië.

## Sport
Ptuj was in 1998 de startplaats van de Ronde van Slovenië, een meerdaagse wielerkoers door Slovenië. De proloog, een korte tijdrit over drie kilometer, werd dat jaar gewonnen door de Duitser Olaf Pollack. Ook in 2005 fungeerde Ptuj als start- en finishplaats van de eerste etappe. Ditmaal betrof het een rit over 160 kilometer, die werd gewonnen door de Italiaan Ruggero Marzoli.

## Geboren in Ptuj
- Rudolf Thommen (1860-1950), Zwitsers historicus en hoogleraar
- Anton Ingolič (1907-1992), schrijver
- Miha Remec (1928), schrijver
- Zdenko Verdenik (1949), voetbalcoach
- Mitja Mahorič (1976), wielrenner
- Nastja Čeh (1978), voetballer
- Matej Marin (1980-2021), wielrenner
- Aldo Ino Ilešič (1988), wielrenner
- Tim Gajser (1996), motorcrosser
- Blaz Rola (1990), tennisser

## Foto's

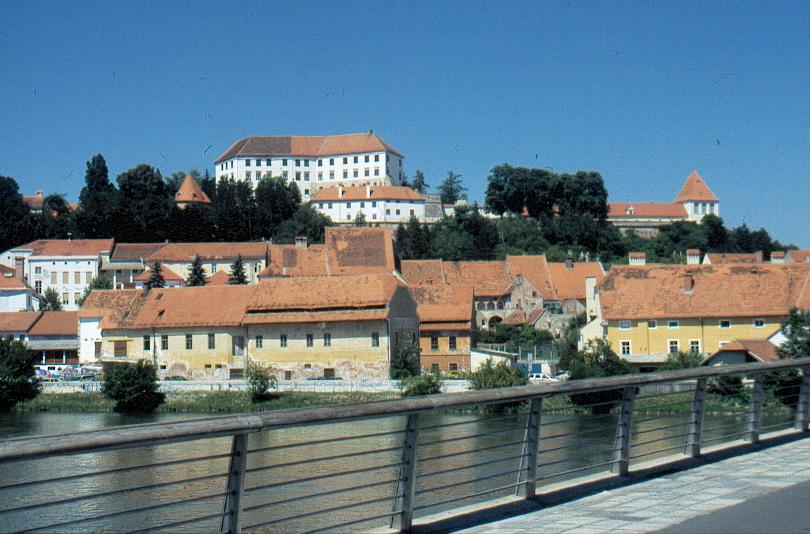
Ptuj vanuit het westen
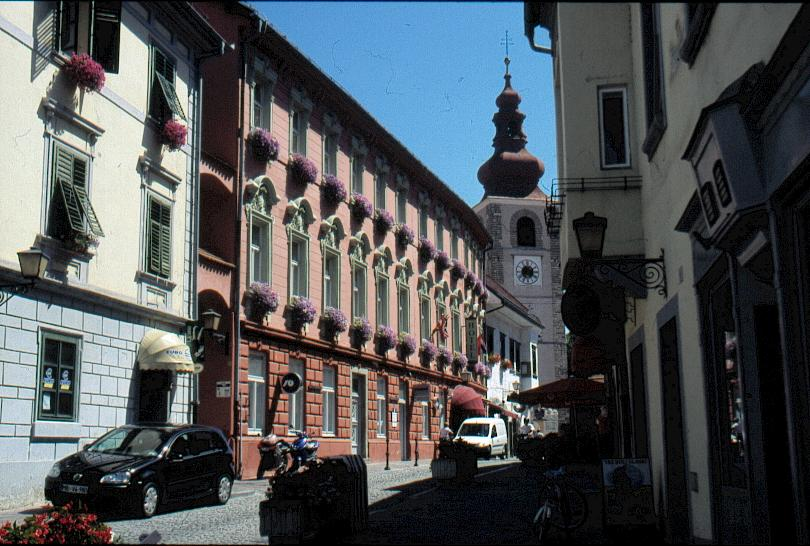
Stadsgezicht Ptuj
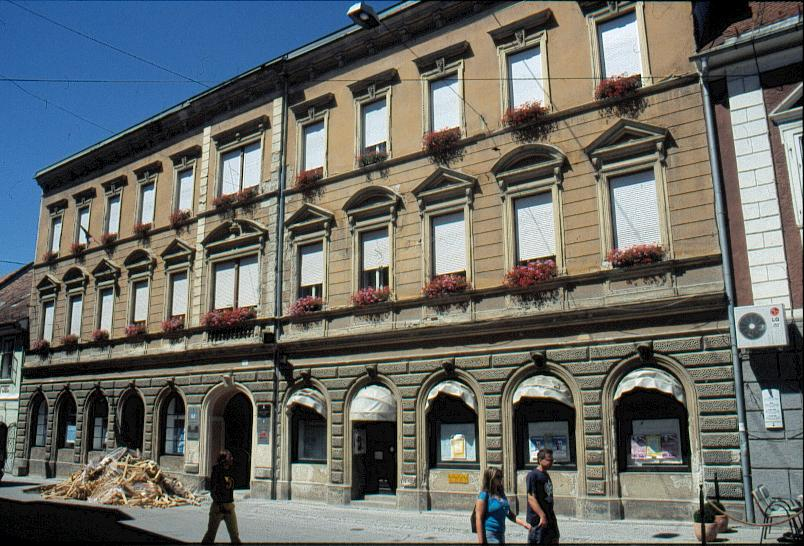
Stadsgezicht Ptuj
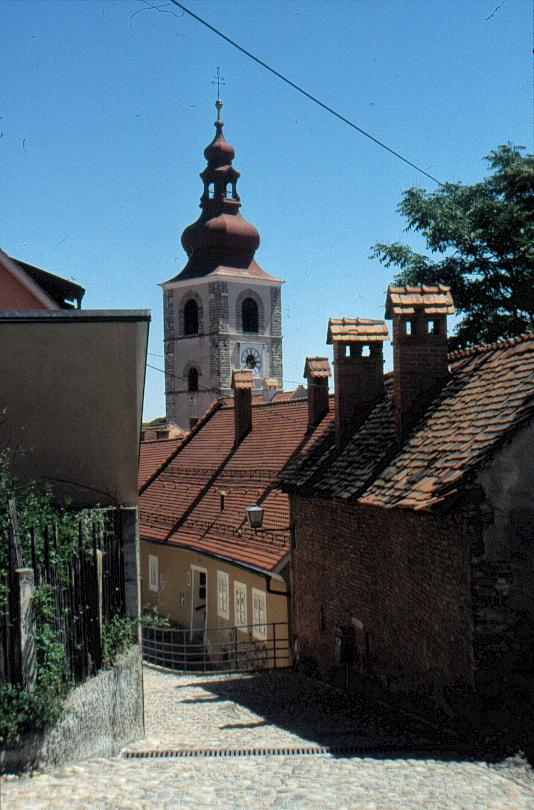
Stadsgezicht Ptuj
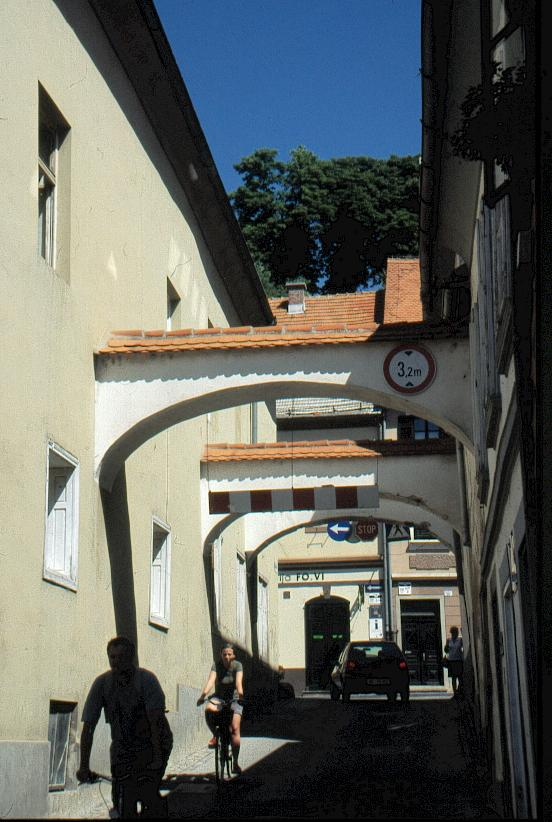
Luchtbogen voorkomen instorting
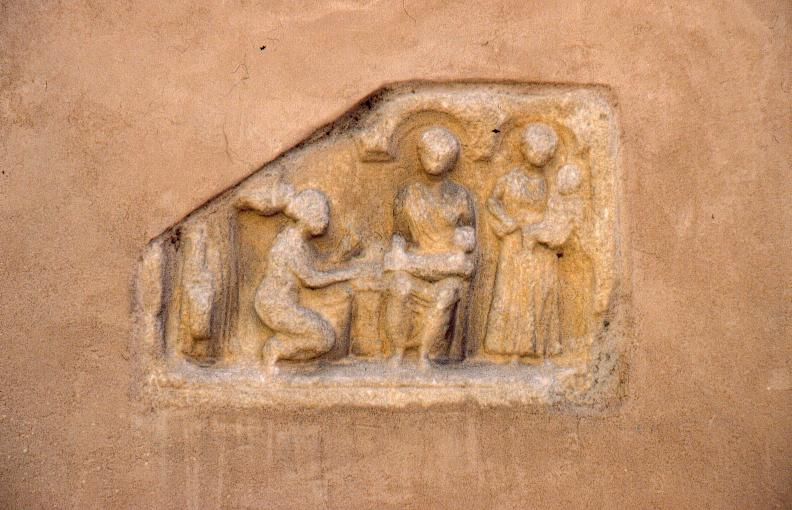
Eeuwenoude stenen worden opnieuw gebruikt
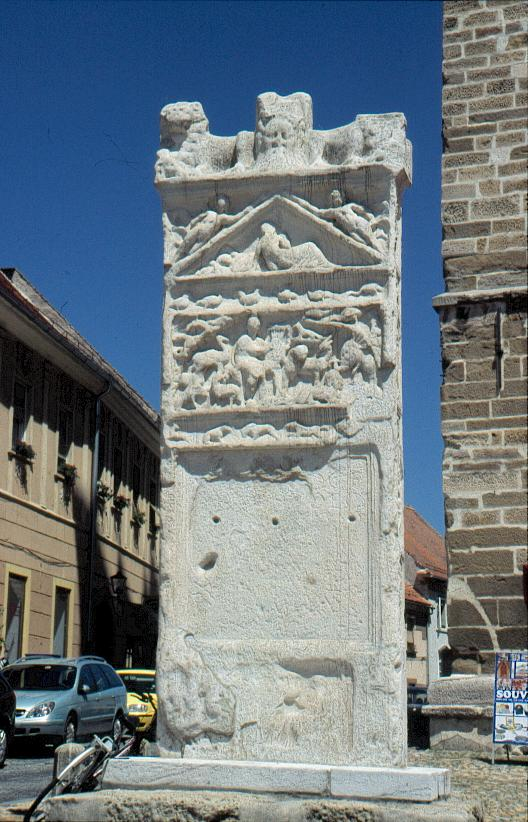
Orpheus-monument op het Slovenski trg